# Extraliga žen ve florbale 2020/2021
Extraliga žen ve florbale 2020/2021 byla 27. ročníkem nejvyšší ženské florbalové soutěže v Česku.
Základní část soutěže hrálo 12 týmů dvakrát každý s každým od 12. září 2020 do 7. dubna 2021. Do play-off postoupilo prvních osm týmů. Poslední čtyři týmy měly hrát play-down o sestup.
Titul pošesté získal tým 1. SC TEMPISH Vítkovice po porážce týmu FAT PIPE Florbal Chodov v superfinále. Tyto dva týmy se střetly o titul se stejným výsledkem potřetí v řadě. Vítkovice dorovnaly počet titulů FBC Liberec, druhého nejúspěšnějším týmu ligy. Poprvé od zavedení superfinále vyhrál stejný tým třikrát po sobě.
Z důvodu předčasného ukončení předchozího ročníku soutěže žádný tým nesestoupil ani nepostoupil. Přesto došlo v soutěži ke dvěma změnám. Oddíl Tigers Jižní Město se spojil s klubem Start98 Praha-Kunratice a od této sezóny bude hrát pod jménem FAT PIPE Tigers Start98 Kunratice. Tým Crazy girls FBC Liberec se v této sezóně dobrovolně přihlásil do 1. ligy. Liberec byl nahrazen mladoboleslavským týmem MITEL Florbalová akademie MB. Boleslav postoupila, protože jako vítěz základní části skupiny Západ 1. ligy v minulém nedohraném ročníku získala více bodů než vítěz skupiny Východ, tým FBC Ossiko Třinec. Tým postoupil do Extraligy poprvé.
Pro pokračující pandemii covidu-19 v Česku byla rozšířena pravidla fungování soutěže. Ta mimo jiné umožnila prodloužit sezónu až do 30. června 2021, aby mohla být dohrána, i pokud dojde ke zdržení. Umožnila také určit postupující a sestupující i v případě, že sezóna není dohrána do konce, ale je odehráno alespoň 50 % zápasů základní části.
Prezidentský pohár pro vítěze základní části sezóny si zajistil již po 19 zápasech pošesté v řadě tým 1. SC TEMPISH Vítkovice. Vítkovice v základní části neztratily ani jeden bod a ani v play-off neprohrály žádný zápas. To se dosud v Extralize podařilo jen týmu Děkanka Praha v sezónách 2007/2008 a 2008/2009, tehdy ale proti nižšímu počtu soupeřů a s nižším počtem zápasů v play-off.
Z důvodu překročení dříve stanovených termínů pro dohrání pozastavené sezóny 1. ligy pro pokračující pandemii, bylo 16. března, před zahájením nadstaveb, rozhodnuto, že v tomto ročníku opět žádný tým do Extraligy nepostoupí a tedy ani z ní nesestoupí. Na základě tohoto rozhodnutí bylo zrušeno play-down.

## Základní část
V základní části se všechny týmy dvakrát utkaly každý s každým.
Již od začátku sezóny byly některé zápasy základní části odkládány z důvodu karantén jednotlivých týmů. Od 12. října 2020 byly všechny soutěže rozhodnutím vlády přerušeny. Zápasy Extraligy byly obnoveny od 23. ledna 2021 díky výjimce ministerstva zdravotnictví. Pro snížení nákladů na povinné testování na covid-19 před zápasy a pro umožnění dohrání odložených zápasů byl rozpis soutěže změněn na víkendová dvoukola. Zápasy se hrály bez diváků.
| Poř. | Tým                               | Z  | V  | VP | PP | P  | VG  | OG  | B  |
| ---- | --------------------------------- | -- | -- | -- | -- | -- | --- | --- | -- |
| 1.   | 1. SC TEMPISH Vítkovice           | 22 | 22 | 0  | 0  | 0  | 224 | 55  | 66 |
| 2.   | FAT PIPE Florbal Chodov           | 22 | 19 | 0  | 0  | 3  | 137 | 60  | 57 |
| 3.   | FBC ČPP Ostrava                   | 22 | 17 | 1  | 0  | 4  | 173 | 85  | 53 |
| 4.   | Tatran Střešovice                 | 22 | 16 | 0  | 0  | 6  | 138 | 65  | 48 |
| 5.   | Panthers Praha                    | 22 | 11 | 2  | 1  | 8  | 107 | 113 | 38 |
| 6.   | FBS Olomouc                       | 22 | 9  | 3  | 0  | 10 | 92  | 127 | 33 |
| 7.   | K1 Florbal Židenice               | 22 | 7  | 3  | 2  | 10 | 97  | 103 | 29 |
| 8.   | FbŠ Bohemians                     | 22 | 6  | 0  | 2  | 14 | 86  | 128 | 20 |
| 9.   | FAT PIPE Tigers Start98 Kunratice | 22 | 5  | 1  | 2  | 14 | 94  | 146 | 19 |
| 10.  | KM automatik FBK Jičín            | 22 | 5  | 1  | 0  | 16 | 91  | 147 | 17 |
| 11.  | MITEL Florbalová akademie MB      | 22 | 3  | 1  | 3  | 15 | 74  | 155 | 14 |
| 12.  | Bulldogs Brno                     | 22 | 0  | 0  | 2  | 20 | 58  | 187 | 2  |

## Play-off
Po základní části a jednotlivých kolech nadstaveb byly vloženy 14 denní ochranné lhůty, aby mohly být dohrány zápasy odložené kvůli případným karanténám týmů. Díky tomu se dohrály všechny zápasy základní části před zahájením play-off.
První tři týmy po základní části si 7. dubna 2021, po dohrání posledního zápasu základní části, postupně zvolily soupeře pro čtvrtfinále z druhé čtveřice. Posunuté čtvrtfinále se hrálo od 10. do 22. dubna.
Nejlépe umístěný tým v základní části (1. SC TEMPISH Vítkovice) si druhý den po posledním zápase čtvrtfinále zvolil ze dvou nejhůře umístěných postupujících za soupeře tým FBC ČPP Ostrava. Semifinále se hrálo od 8. do 23. května.
O mistru Extraligy rozhodl jeden zápas tzv. superfinále 12. června 2021. Vzhledem k epidemiologické situaci byl finálový zápas přesunut z původně plánované O2 arény do UNYP Areny. Finále bylo od října 2020 prvním zápasem ligy, který mohl sledovat omezený počet 525 diváků.

### Pavouk
|  | Čtvrtfinále (na zápasy) | Čtvrtfinále (na zápasy) |                         |   | Semifinále (na zápasy) | Semifinále (na zápasy) |  |  | Superfinále (skóre) | Superfinále (skóre) |
|  |                         |                         |                         |   |                        |                        |  |  |                     |                     |
|  |                         |                         |                         |   |                        |                        |  |  |                     |                     |
|  | 1. SC TEMPISH Vítkovice | 4                       |                         |   |                        |                        |  |  |                     |                     |
|  | 1. SC TEMPISH Vítkovice | 4                       |                         |   |                        |                        |  |  |                     |                     |
|  | FBS Olomouc             | 0                       |                         |   |                        |                        |  |  |                     |                     |
|  | FBS Olomouc             | 0                       | 1. SC TEMPISH Vítkovice | 4 |                        |                        |  |  |                     |                     |
|  |                         |                         | 1. SC TEMPISH Vítkovice | 4 |                        |                        |  |  |                     |                     |
|  |                         | FBC ČPP Ostrava         | 0                       |   |                        |                        |  |  |                     |                     |
|  | FBC ČPP Ostrava         | FBC ČPP Ostrava         | 0                       | 4 |                        |                        |  |  |                     |                     |
|  | FBC ČPP Ostrava         |                         |                         | 4 |                        |                        |  |  |                     |                     |
|  | Panthers Praha          | 0                       |                         |   |                        |                        |  |  |                     |                     |
|  | Panthers Praha          | 0                       | 1. SC TEMPISH Vítkovice | 8 |                        |                        |  |  |                     |                     |
|  |                         |                         | 1. SC TEMPISH Vítkovice | 8 |                        |                        |  |  |                     |                     |
|  |                         | FAT PIPE Florbal Chodov | 7                       |   |                        |                        |  |  |                     |                     |
|  | FAT PIPE Florbal Chodov | FAT PIPE Florbal Chodov | 7                       | 4 |                        |                        |  |  |                     |                     |
|  | FAT PIPE Florbal Chodov |                         |                         | 4 |                        |                        |  |  |                     |                     |
|  | FbŠ Bohemians           | 0                       |                         |   |                        |                        |  |  |                     |                     |
|  | FbŠ Bohemians           | 0                       | FAT PIPE Florbal Chodov | 4 |                        |                        |  |  |                     |                     |
|  |                         |                         | FAT PIPE Florbal Chodov | 4 |                        |                        |  |  |                     |                     |
|  |                         | Tatran Střešovice       | 1                       |   |                        |                        |  |  |                     |                     |
|  | Tatran Střešovice       | Tatran Střešovice       | 1                       | 4 |                        |                        |  |  |                     |                     |
|  | Tatran Střešovice       |                         |                         | 4 |                        |                        |  |  |                     |                     |
|  | K1 Florbal Židenice     | 2                       |                         |   |                        |                        |  |  |                     |                     |
|  | K1 Florbal Židenice     | 2                       |                         |   |                        |                        |  |  |                     |                     |

### Čtvrtfinále
1. SC TEMPISH Vítkovice – FBS Olomouc 4 : 0 na zápasy – Zpráva
- 10. 4. 2021 16:00, Vítkovice – Olomouc 17 : 41 (7:1, 6:1, 4:2)
- 11. 4. 2021 16:00, Vítkovice – Olomouc 11 : 01 (1:0, 4:0, 6:0)
- 17. 4. 2021 15:00, Olomouc – Vítkovice 10 : 91 (0:2, 0:1, 0:6)
- 18. 4. 2021 15:00, Olomouc – Vítkovice 10 : 13 (0:3, 0:4, 0:6)

FAT PIPE Florbal Chodov – FbŠ Bohemians 4 : 0 na zápasy – Zpráva
- 10. 4. 2021 17:00, Chodov – Bohemians 10 : 2 (5:1, 2:0, 3:1)
- 11. 4. 2021 15:00, Chodov – Bohemians 18 : 2 (2:0, 4:1, 2:1)
- 17. 4. 2021 15:00, Bohemians – Chodov 01 : 8 (0:2, 0:3, 1:3)
- 18. 4. 2021 15:00, Bohemians – Chodov 10 : 3 (0:2, 0:1, 0:0)

FBC ČPP Ostrava – Panthers Praha 4 : 0 na zápasy – Zpráva
- 10. 4. 2021 16:00, Ostrava – Panthers 4 : 21 (2:1, 1:0, 1:1)
- 11. 4. 2021 16:00, Ostrava – Panthers 8 : 11 (4:0, 4:1, 0:0)
- 17. 4. 2021 15:00, Panthers – Ostrava 3 : 81 (0:1, 2:2, 1:5)
- 18. 4. 2021 15:00, Panthers – Ostrava 0 : 11 (0:3, 0:3, 0:5)

Tatran Střešovice – K1 Florbal Židenice 4 : 2 na zápasy – Zpráva
- 10. 4. 2021 15:00, Tatran – Židenice 3 : 1 (1:0, 1:0, 1:1)
- 11. 4. 2021 15:00, Tatran – Židenice 3 : 2 (1:1, 0:1, 2:0)
- 17. 4. 2021 17:00, Židenice – Tatran 0 : 2 (0:0, 0:2, 0:0)
- 18. 4. 2021 14:00, Židenice – Tatran 5 : 4 (1:2, 0:1, 4:1)
- 20. 4. 2021 19:00, Tatran – Židenice 3 : 4 (2:1, 1:2, 0:1)
- 23. 4. 2021 19:00, Židenice – Tatran 4 : 5pn (3:1, 0:0:, 1:3, 0:0)

### Semifinále
1. SC TEMPISH Vítkovice – FBC ČPP Ostrava 4 : 0 na zápasy – Zpráva
- 18. 5. 2021 16:00, Vítkovice – Ostrava 9 : 4 (2:2, 5:2, 2:0)
- 19. 5. 2021 16:00, Vítkovice – Ostrava 5 : 1 (1:1, 1:0, 3:0)
- 15. 5. 2021 16:00, Ostrava – Vítkovice 2 : 3 (0:2, 1:1, 1:0)
- 16. 5. 2021 16:00, Ostrava – Vítkovice 3 : 8 (1:1, 2:2, 0:5)

FAT PIPE Florbal Chodov – Tatran Střešovice 4 : 1 na zápasy – Zpráva
- 18. 5. 2021 19:30, Chodov – Tatran 6 : 2 (0:1, 4:0, 2:1)
- 19. 5. 2021 14:00, Chodov – Tatran 2 : 0 (0:0, 1:0, 1:0)
- 15. 5. 2021 17:00, Tatran – Chodov 5 : 3 (1:1, 3:0, 1:2)
- 16. 5. 2021 17:00, Tatran – Chodov 1 : 2 (0:1, 0:0, 1:1)
- 19. 5. 2021 19:00, Chodov – Tatran 6 : 5pn (0:2, 3:3, 2:0, 0:0)

### Finále
12. 6. 2021 12:30, 1. SC TEMPISH Vítkovice – FAT PIPE Florbal Chodov 8 : 7p (1:3, 2:2, 4:2, 1:0) – Zpráva

## Konečné pořadí
| Pořadí           | Tým                               |
| ---------------- | --------------------------------- |
| Zlatá medaile    | 1. SC TEMPISH Vítkovice           |
| Stříbrná medaile | FAT PIPE Florbal Chodov           |
| Bronzová medaile | FBC ČPP Ostrava                   |
| 4.               | Tatran Střešovice                 |
| 5.               | Panthers Praha                    |
| 6.               | FBS Olomouc                       |
| 7.               | K1 Florbal Židenice               |
| 8.               | FbŠ Bohemians                     |
| 9.               | FAT PIPE Tigers Start98 Kunratice |
| 10.              | KM automatik FBK Jičín            |
| 11.              | MITEL Florbalová akademie MB      |
| 12.              | Bulldogs Brno                     |

## Nejužitečnější hráčky
Nejužitečnějšími hráčkami Extraligy byly zvoleny:
1. Denisa Kotzurová (FBC ČPP Ostrava)
2. Eliška Chudá (FAT PIPE Florbal Chodov)
3. Gabriela Žůrková (KM automatik FBK Jičín)